# Norbert Stock
Norbert Stock (* 31. Dezember 1967 in Fulda, Deutschland) ist ein deutscher Chemiker und Hochschullehrer.

## Wissenschaftliche Laufbahn
Norbert Stock schloss 1987 das Abitur am Freiherr-vom-Stein-Gymnasium in Fulda ab. Anschließend studierte er Chemie an der Universität Bayreuth in Bayreuth und erhielt 1994 sein Diplom. Von 1990 bis 1991 studierte Norbert Stock außerdem Chemie und Mathematik an der University of Nebraska-Lincoln in Lincoln im US-Bundesstaat Nebraska und schloss dieses mit einem Master of Science in Chemie und Mathematik ab. Seine Diplomarbeit in der Arbeitsgruppe von Wolfgang Schnick behandelte die Synthese und Charakterisierung von farbigen Nitrido-Sodalithen.
Seine Dissertation über Phosphor(V)oxidnitride schloss er 1998 bei Wolfgang Schnick an der Universität Bayreuth ab. Als Postdoktorand ging er 1998 erst an die Universität Versailles in die Arbeitsgruppe von Anthony Cheetham und Gérard Férey, wo er sich mit Chromphosphaten beschäftigte. Daran schloss sich 1999 ein Aufenthalt an der University of California in den Arbeitsgruppen von Anthony Cheetham und Galen D. Stucky an, in dem er die Synthese mikroporöser Manganphosphate und -arsenate untersuchte.
Stocks Habilitation erfolgte 2000–2004 an der Ludwig-Maximilians-Universität München in der Arbeitsgruppe von Thomas Bein über die Entwicklung von Hochdurchsatz-Methoden und ihrer Anwendung bei der Erforschung von Koordinationspoymeren, seinem jetzigen Hauptarbeitsgebiet.
Stock folgte 2004 einem Ruf als Professor für Anorganische Chemie an die Christian-Albrechts-Universität zu Kiel.

## Forschung
Die Arbeitsgruppe Stock ist auf die Synthese und Charakterisierung von Koordinationspolymeren, insbesondere auf metallorganischen Gerüstverbindungen (MOFs), spezialisiert. Für die Entdeckung neuer Verbindungen und die Optimierung ihrer Synthese entwickelt und nutzt die Gruppe Hochdurchsatz-Methoden sowohl für die Synthese als auch für die Charakterisierung. Für die Synthese werden Solvothermal-, Mikrowellen- und Gradientenreaktoren genutzt. Zur In-situ-Beobachtung des Reaktionsverlaufs entwickelte die Gruppe im Rahmen des schwedisch-deutschen Röntgen-Ångström-Cluster-Projekts MATsynCELL einen In-situ-Reaktor (SynRAC).

## Ausgewählte Publikationen
- N. Stock, S. Biswas, Synthesis of Metal-Organic Frameworks (MOFs): Routes to Various MOF Topologies, Morphologies, and Composites. Chem. Rev. 2012, 112, 933–969, doi:10.1021/cr200304e.
- D. Lenzen, P. Bendix, H. Reinsch, D. Fröhlich, H. Kummer, M. Möllers, P. P. C. Hügenell, R. Gläser, S. Henninger, N. Stock, Scalable Green Synthesis and Full-scale Test of the Metal-Organic Framework CAU-10-H for Use in Adsorption-Driven Chillers. Adv. Mater. 2017, 30, 1705869, doi:10.1002/adma.201705869.
- N. Stock, Hochdurchsatzmethoden zur Entdeckung und Optimierung kristalliner poröser Materialien. Chem. Ing. Tech. 2010, 82, 1039–1047, doi:10.1002/cite.201000029.
- J. Jacobsen, A. Ienco, R. D’Amato, F. Costantino, N. Stock, The chemistry of Ce-based metal–organic frameworks. Dalton Trans. 2020, 49, 16551–16586, doi:10.1039/D0DT02813D.
- S. Bauer, N. Stock, MOFs – Metallorganische Gerüststrukturen. Funktionale poröse Materialien. Chem. Unserer Zeit 2008, 42, 12–19, doi:10.1002/ciuz.200800434.